# Leopoldo de Almeida

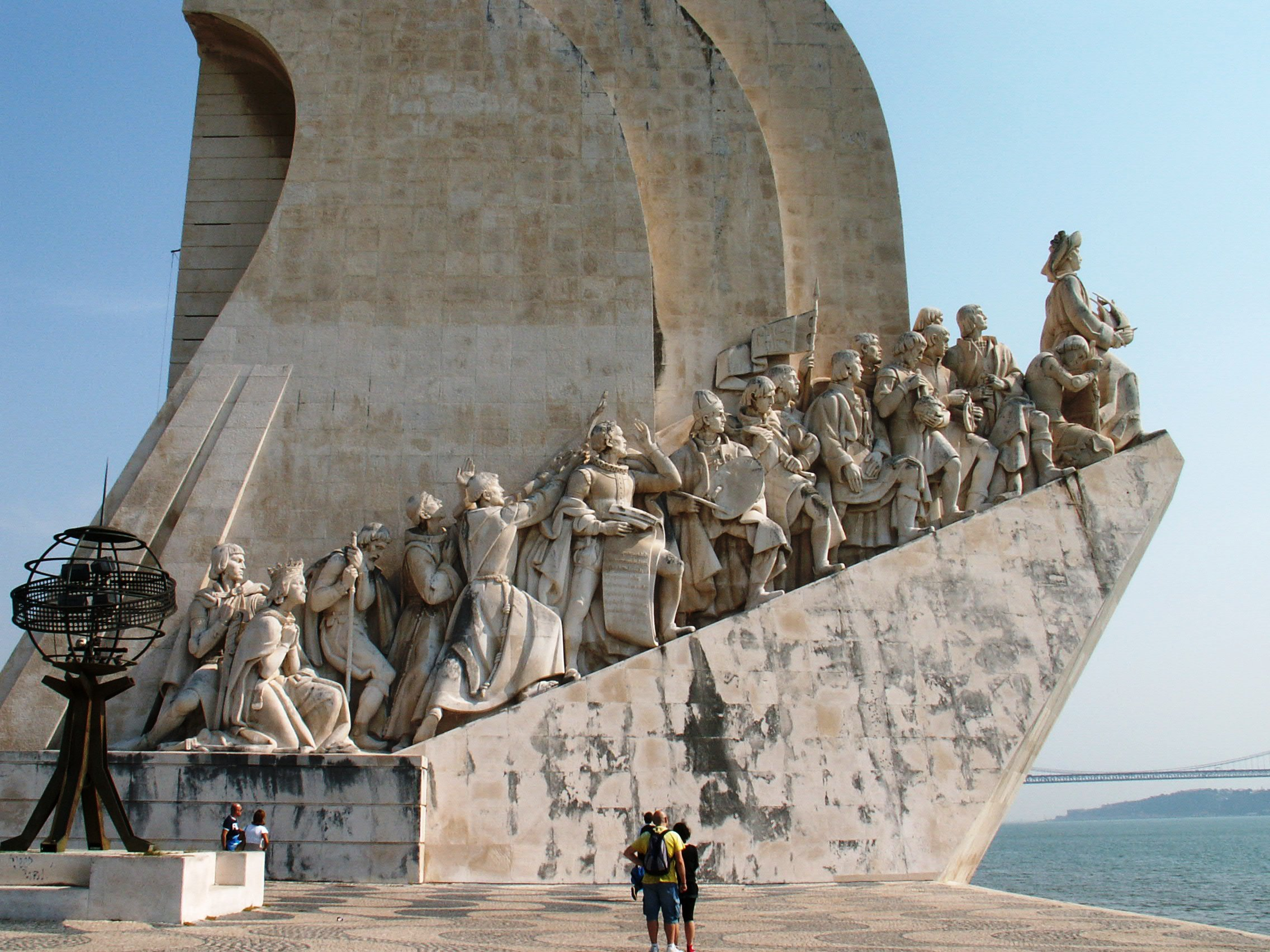
Obra d'Almeida

Leopoldo de Almeida (18 d'octubre de 1898 - 28 d'abril de 1975) va ser un escultor portuguès.
Va néixer a Lisboa i va estudiar a l'Escola Superior de Belles Arts de la ciutat, convertint-se posteriorment en professor de disseny i escultura de la mateixa. Va estar residint durant un temps a França i Itàlia amb la finalitat de completar els seus estudis.
Al llarg de la seva trajectòria professional va participar en diverses exposicions, destacant la realitzada en l'Exposició del món portuguès de 1940 amb l'obra Monument als Descobriments que es va executar posteriorment a Belem i que ha esdevingut un dels reclams turístics de la ciutat.
Altres obres destacables són:
- Estàtua eqüestre de Nuno Álvares Pereira davant del Monestir de Batalha, realitzada el 1966.
- Estàtua eqüestre de Joan I de Portugal a la plaça da Figueira de Lisboa.
- Estàtua de Marcelino Mesquita a Cartaxo, realitzada el 1956.
- Estàtua de Ramalho Ortigão a Porto, realitzada el 1954.
- Estàtua de Eça de Queiroz a Póvoa de Varzim, realitzada en 1952.
- Estàtua de Sancho I de Portugal en Castelo de Silves, realitzada el 1946.